# Bondeska diskussionsklubben
Bondeska diskussionsklubben var en liberal gruppering i riksdagens andra kammare som verkade under mandatperioden 1897-1899 under ledning av den sörmländske storgodsägaren Carl Carlson Bonde. Gruppen, som samlade ett tjugotal ledamöter från landsbygden, uppgick år 1900 i det nybildade Liberala samlingspartiet, som i sin tur är föregångare i riksdagen till Folkpartiet.

## Riksdagsmän (listan ej komplett)
- Carl Carlson Bonde (1897-1899)
- Olof Anderson (1898-1899)
- Erik Andersson (1898-1899)
- Johannes Andersson (1898-1899)
- Anders Henrik Göthberg (1898-1899)
- August Henricson (1899)
- Karl Hultkrantz (1898-1899)
- Johan Lundström (1897-1899)
- Anders Olsson (1897-1899)
- Carl Sandquist (1898-1899)